# Turmhügel Kammerdorf
Der Turmhügel Kammerdorf ist eine abgegangene Niederungsburg auf etwa 370 m ü. NHN in einem Wiesengelände der Chambaue in der Gemarkung Windischbergerdorf 475 Meter östlich des Stadtteils Kammerdorf der Kreisstadt Cham im Oberpfälzer Landkreis Cham in Bayern. Die Anlage wird als Bodendenkmal unter der Aktennummer D-3-6742-0033 als „mittelalterlicher Burgstall“ geführt.

## Geschichte
Die Burg wurde vermutlich in der ersten Hälfte des 12. Jahrhunderts von den Herren von Kammerdorf, die Ministeriale der Diepoldinger und später der Wittelsbacher waren, als Stammsitz erbaut. Im 14. Jahrhundert wurde die Burg aufgegeben.

## Beschreibung
Ob es sich bei der zweiteiligen 30 mal 50 Meter großen ovalen Niederungsburg um eine Turmhügelburg (Motte) handelte ist nicht sicher. Erst 1982 wurde der Standort der Burg aus der Luft erkannt.
Die Burganlage wurde von einem aus der Chamb gespeisten 10 Meter breiten Wassergraben, von dem noch eine 0,5 Meter tiefe Mulde zu erkennen ist, umschlossen. Aus dem Luftbild lässt sich ein 10 mal 10 Meter großes Steinhaus erkennen, das als Turm zu deuten ist, was im Kern auf eine Motte hinweisen kann. Weitere Grabenstrukturen weisen auf eine Vorburg hin. Heute ist die Burgstelle ein Bodendenkmal.